# Pseudo-Cipriano
Pseudo-Cipriano è il nome con cui vengono convenzionalmente designati gli autori anonimi di opere latine falsamente attribuite a Cipriano di Cartagine (III secolo). Queste opere non hanno una storia di trasmissione comune. Per la maggior parte non si tratta di falsi, ma di testi erroneamente attribuiti a Cipriano fin dall'inizio della loro trasmissione. In molti casi le opere sono state ritenute autentiche fino ai tempi moderni.

## Le opere delcorpus
Il corpus pseudo-ciprianeo può essere suddiviso in quattro gruppi. Il primo consiste di un insieme di trattati che furono copiati fin dall'antichità accanto a lettere autentiche e che entrarono a far parte di raccolte epistolari più ampie, acquisendo nel corso del tempo l'attribuzione ciprianea. Questi includono:
- De laude martyrii (Sulla gloria del martirio), citato nella stichometria di un manoscritto ciprianeo del 365;
- De rebaptismate (Sul ribattesimo);
- De aleatoribus (Sui giocatori d'azzardo);
- De duobus montibus Sina et Sion (Sui due monti Sinai e Sion);
- De centesima, sexagesima, tricesima (Sulla ricompensa centupla, sessantupla e trentupla);
- Ad Vigilium episcopum de Judaica incredulitate (Al vescovo Vigilio sull'incredulità ebraica);
- De bono pudicitiae (Sul beneficio della purezza), ora attribuito a Novaziano;
- De spectaculis (Sugli spettacoli pubblici), ora attribuito a Novaziano;
- Adversus Judaeos (Contro i Giudei), anch'esso citato nella stichometria del 365;
- Ad Novatianum (A Novaziano);
- Ad plebem Carthaginis (Al popolo di Cartagine), in realtà un falso donatista.

Il secondo gruppo è costituito da testi tardoantichi che circolavano indipendentemente dalle lettere autentiche di Cipriano. Esso include:
- Exhortatio de paenitentia (Esortazione al pentimento);
- Carmen ad quendam senatorem (Poesia a un senatore);
- Carmen ad Flavium Felicem de resurrectione mortuorum (Poema a Flavio Felice sulla risurrezione dei morti);
- Hymnus de pascha, o De cruce Domini (Inno sulla Pasqua, o Sulla Croce del Signore);
- De pascha computus (Sul calcolo della festa pasquale);
- Cena Cypriani (Banchetto di Cipriano);
- due preghiere, chiamate Oratio I e II.

Il terzo gruppo è costituito da testi che furono attribuiti a Cipriano solo in epoca relativamente tarda. Esso include:
- Ad Turasium (A Turasio), attribuito a Cipriano dall'XI secolo; questo testo si trova attribuito anche a Girolamo;
- De singularitate clericorum (Sulla singolarità dei chierici), attribuito a Cipriano nel XII secolo;
- Expositio symboli (Esposizione del Simbolo), scritta in realtà da Rufino d'Aquileia, erroneamente attribuita a Cipriano dal XII secolo;
- De duodecim abusivis saeculi (Sui dodici abusi del mondo), opera del VII secolo attribuita a Cipriano durante il periodo della Rinascita carolingia, talvolta attribuita anche ad Agostino di Ippona;
- De voluntate Dei (Sulla volontà di Dio), predica conservata in un unico manoscritto dell'VIII o IX secolo.

Il quarto gruppo è costituito da testi attribuiti a Cipriano solo a partire dalle edizioni a stampa delle sue opere. Esso include:
- Revelatio capitis beati Johannis Baptistae (Rivelazione della testa del beato Giovanni Battista), pubblicata nella prima edizione delle opere di Cipriano da Giovanni Andrea Bussi nel 1471;
- Ad Fortunatum de duplici martyrio (A Fortunato sul duplice martirio), pubblicato da Erasmo da Rotterdam nel 1530 e probabilmente da lui stesso falsificato;
- diverse opere di Arnaldo di Bonneval furono pubblicate sotto il nome di Cipriano per ottenere vendite migliori e vennero talvolta ritenute autentiche dagli editori successivi.

Due opere attribuite a Cipriano sono di contestata autenticità:
- Quod idola dii non sint (Che gli idoli non sono dei), generalmente non accettato come ciprianeo;
- Ad Silvanum, una lettera generalmente accettata come opera di Cipriano.

Inoltre, il poeta cristiano Cipriano Gallo venne talvolta confuso con Cipriano di Cartagine, e le sue opere pubblicate assieme agli scritti di quest'ultimo.